# New Holland (Ohio)
Pour les articles homonymes, voir New Holland.
New Holland est un village américain situé dans les comtés de Fayette et de Pickaway, dans l'Ohio. Selon le recensement de 2010, sa population est de 801 habitants.